# Johann Theodor Regnier
Johann Theodor Regnier (* 3. März 1810 in Müllenbach; † 6. März 1859 in Trier) war ein deutscher Advokat-Anwalt.

## Leben
Johann Theodor Regnier war ein Sohn von Simon Joseph Regnier (Renge) und dessen Ehefrau Maria Elisabeth, geb. Schwarz. Nach dem  Abitur am Trierer Gymnasium im Jahre 1829 begann er ein Studium der Theologie am Bischöflichen Priesterseminar in Trier. Als es 1831 durch Reformversuche zu Unruhen im Seminar gekommen war, an denen Regnier als Chronist fungierend beteiligt war, erfolgte dessen Relegation von der Bildungsstätte. Hierauf ging er nach Bonn und studierte dort zwischen 1831 und 1833 Rechtswissenschaften an der Rheinischen Friedrich-Wilhelms-Universität. Nach Abschluss des Studiums ging Regnier zurück nach Trier, um sich dort als Anwalt niederzulassen. Im Jahr 1838 war er Advokat-Anwalt am Trierer Landgericht und von 1846 bis 1859 gehörte er als Kommunalpolitiker dem Trierer Stadtrat an. Im Revolutionsjahr 1848 war Regnier gemeinsam mit seinem Freund Friedrich Joseph Zell einer der Hauptvertreter der gemäßigt liberalen Richtung in Trier.
Als überzeugter Katholik und den Klerikalen sich gegenüber distanziert zeigend, übernahm er zusammen mit Friedrich Zell am 7. April 1848 die Amtsgeschäfte der Stadt und trat dann für das Konstitutionelle Programm der Stadt Trier vom 14. April 1848 ein. Obwohl sich Regnier der Regierung gegenüber oppositionell verhielt, wurde er vom Oberpräsidenten zum Wahlkommissar für die Maiwahlen 1848 im Wahlkreis 2 ernannt. Das Regnier auch in der preußischen Hauptstadt Berlin ein hohes Ansehen genoss, davon zeugte ein Brief vom 24. April 1848 an den Finanzminister David Hansemann, in dem der zugetretene Justizminister Wilhelm Bornemann Regnier als Nachfolger im Justizministerium vorschlug.
Regnier war bis zu seinem frühen Tod der angesehenste Anwalt in Trier, der viele öffentlichkeitswirksame Prozesse gewinnen konnte. Am 1. März verteidigte er erfolgreich den Landarmenhausseelsorger Bartholomäus Gommelshausen (1815–1901) gegen den Regierungspräsidenten Wilhelm Sebaldt (1808–1874). Den Journalisten und vormaligen Redakteur der Trierischen Zeitung Karl Grün verteidigte er nach dem misslungenen Prümer Zeughaussturm vom 18. Mai 1849 im sogenannten Hochverratsprozess. Am 11. Juni 1856 vertrat er das Generalvikariat des Bischöflichen Priesterseminars (BPS), also jener Institution, die in ihn noch 1831 von der weiteren kirchlichen Ausbildung ausgeschlossen hatte, bei dem Streit mit der evangelischen Kirchengemeinde und dem preußischen Fiskus, um die Rückgabe der Jesuiten- bzw. der Dreifaltigkeits-Seminarkirche. Nicht zuletzt dank seiner hervorragenden Rhetorik während des Plädoyers und dem Nachweis der Geschichte um das Eigentumsrecht des BPS an der Jesuiten- bzw. Dreifaltigkeitskirche, konnte Regnier den Prozess für sich entscheiden.
In dem im Jahr 1853 gegründeten Katholischen Gesellenverein Trier war er Ehrenvorstand und 1854 stiftete er in der neuen Müllenbacher Pfarrkirche eines der Apostelfenster (Judas Thaddäus). Der Kirchenhistoriker Franz Xaver Kraus bezeichnete Regnier, der 1859 im Alter von 49 Jahren an einem Herzleiden verstorben war, neben dem späteren Bischof Matthias Eberhard...

„...als die glänzendste geistige Potenz, die Trier im 19. Jahrhundert aufzuweisen hatte. Wäre er Priester geworden, so hätte die deutsche Kirche in ihm eine Kraft ersten Ranges und einen Prediger von wundersamer Beredsamkeit gewonnen.“

## Familie
Theodor Regnier war seit dem 15. Juni 1840 in Trier mit Barbara Josepha, geb. Amlinger (* 15. Dezember 1819) verheiratet.

## Werke
- Die Verpflichtungen der Civilgemeinden in Ansehung der Pfarrhäuser und der Pfarr-Oekonomiegebäude nach den Grundsätzen der französischen Gesetzgebung[5]